# Ванюшкино
Ванюшкино (укр. Ванюшкине) — село на Украине, находится в Новоазовском районе Донецкой области. Под контролем самопровозглашённой Донецкой Народной Республики.

## География
К юго-востоку от населённого пункта проходит граница между Украиной и Россией.

#### Соседние населённые пункты по странам света
С: —
СЗ: Клинкино
СВ: Кузнецы
З: Самойлово (примыкает), Хомутово
В: —
ЮЗ: Щербак, Ковское
ЮВ: —
Ю: —

## Население
Население по переписи 2001 года составляло 57 человек.

## Общие сведения
Код КОАТУУ — 1423686602. Почтовый индекс — 87630. Телефонный код — 6296.

## Адрес местного совета
87630, Донецкая область, Новоазовский район, с. Самойлово, ул.60 лет Октября, 72